# 椅子の傍らの少女
『椅子の傍らの少女』（いすのかたわらのしょうじょ、蘭: Meisje bij een kinderstoel、英: Girl by a High Chair）は、オランダ絵画黄金時代の画家ホーファールト・フリンクが1640年にキャンバス上に油彩で制作した絵画である。右の椅子の上に「G.flinck.f 1640」という画家の署名と制作年が記されている。作品は1890年以降、アルノルドゥス・アンドリース・デ・トンブ (Arnoldus Andries des Tombe) からデン・ハーグのマウリッツハイス美術館に長期貸与されていたが、1903年に遺贈され、現在、同美術館に所蔵されている。

## 作品
この絵画は、フリンクの肖像画としては最高の部類に入るものである。レンブラントに師事したフリンクは遅くとも1636年には画家として独立し、まもなくアムステルダムを代表する歴史画家、肖像画家として頭角を現した。彼は流麗な技巧、優美な構図と明るい色彩を特徴とする作風を確立するが、本作からもその独自の画風がしだいに円熟に向かっているのが見て取れる。
描かれている3歳くらいの少女の素性はわからないが、高価な衣装と金を多用した装身具から見て、両親がきわめて裕福なのは明らかで、フリンクに彼女の肖像を描いてもらうだけの財産を所有していた。豊かな装飾が施された子供用の高椅子 (開いた扉から、おまるが出し入れできる) からも、少女の家柄の良さはうかがわれる。彼女の白の上着と膨らんだスカートは、上流社会にふさわしい。少女は幾重にも層をなす布地に覆われ、足もすっかり隠れているため、灰青色のタイル張りの床に浮かんでいるような印象を与える。
背景と椅子にはレンブラント風の太い筆致が用いられているが、少女の顔は念入りに繊細に描かれている。その結果、鑑賞者の視線は、頬をバラ色に染めた少女の丸顔に集中する。白の頭巾からはみ出る金髪の描写にも、十分な注意が払われている。フリンクは、この絵画にさまざまなディテールを添えている。椅子の盆の上にある砂糖菓子 (オランダがブラジルに所有していたプランテーションで産出されたサトウキビに由来する贅沢品)、少女の腕から下げられている藁で編んだ籠、少女の右手にあるイチジクらしい果物などである。16-17世紀の子供の肖像画にしばしば描かれるイチジクは、子宝祈願の象徴とも理解できる。
今日のガラガラの先駆けにあたる鈴が、少女の腰に巻かれた長い鎖の先に垂れている。装身具同様、この高価な玩具も金製である。鈴が17世紀オランダの子供の肖像画に頻繁に登場するのは、貴重な財産として家族の富を象徴するからに違いない。しかし、それのみにとどまらず、ガラガラの先端は水晶でできていて、水晶には不幸と病から持ち主を守る力があると信じられていた。オランダの黄金時代においても、幼児死亡率は高かった。